# Anton Anderlič
Anton (Tone) Anderlič (ur. 4 czerwca 1956 w m. Novo mesto) – słoweński polityk i działacz partyjny, parlamentarzysta, przewodniczący Liberalnej Demokracji Słowenii (LDS).

## Życiorys
Ukończył szkołę średnią, po czym pracował jako mechanik w przedsiębiorstwie Litostroj, gdzie objął funkcję przewodniczącego zakładowej struktury komunistycznej młodzieżówki Zveza socialistične mladine Slovenije (ZSMS). W 1982 został etatowym działaczem tej organizacji i członkiem jej prezydium. W latach 1986–1988 pełnił funkcję przewodniczącego ZSMS. Od 1988 do 1990 był delegatem do jednej z izb jugosłowiańskiego parlamentu.
Od 1990 działacz Liberalnej Demokracji Słowenii, powstałej na bazie ZSMS. W 1990 wybrany na posła do zgromadzenia Socjalistycznej Republiki Słowenii. W 1992 uzyskał mandat deputowanego do Zgromadzenia Państwowego. Z powodzeniem ubiegał się o reelekcję w 1996, 2000 i 2004, od 1994 do 2004 kierował klubem poselskim LDS. W 2008 nie został ponownie wybrany, zastąpił jednak w parlamencie powołaną na ministra Katarinę Kresal. Sprawował mandat poselski do 2011, kiedy to liberałowie nie przekroczyli wyborczego progu. W 2013 objął funkcję przewodniczącego Liberalnej Demokracji Słowenii. Pełnił ją do 2017, powrócił na nią w 2018.